# جون بالمر (مجرم)
جون بالمر (بالإنجليزية: John Palmer)‏ هو مجرم بريطاني، ولد في سبتمبر 1950 في برمنغهام في المملكة المتحدة، وتوفي في 24 يونيو 2015 في South Weald ‏ في المملكة المتحدة.